# Cecilia Nordström
Eva Kerstin Cecilia Nordström, född 18 augusti 1966, är en svensk organisationsstrateg. 
Cecilia Nordström har sedan 2004 arbetat med Tällberg Foundation där hon för närvarande är verksamhetsansvarig. Hon var varit VD i Advisory Service i Stockholm AB, som tillhörde koncernen Tällberg Foundation och gick i konkurs 2012 samt avregistrerades 2014. Hon är dessutom styrelseordförande för Raoul Wallenberg Academy och styrelseordförande för Stiftelsen Berättarministeriet.